# Osgood (Missouri)
Osgood és una població dels Estats Units a l'estat de Missouri. Segons el cens del 2000 tenia 51 habitants.

## Demografia
Segons el cens del 2000, Osgood tenia 51 habitants, 20 habitatges, i 14 famílies. La densitat de població era de 109,4 habitants per km².
Dels 20 habitatges en un 45% hi vivien nens de menys de 18 anys, en un 45% hi vivien parelles casades, en un 25% dones solteres, i en un 30% no eren unitats familiars. En el 20% dels habitatges hi vivien persones soles el 20% de les quals corresponia a persones de 65 anys o més que vivien soles. El nombre mitjà de persones vivint en cada habitatge era de 2,55 i el nombre mitjà de persones que vivien en cada família era de 2,93.
Per edats la població es repartia de la següent manera: un 35,3% tenia menys de 18 anys, un 5,9% entre 18 i 24, un 27,5% entre 25 i 44, un 13,7% de 45 a 60 i un 17,6% 65 anys o més.
L'edat mediana era de 36 anys. Per cada 100 dones de 18 o més anys hi havia 65 homes.
La renda mediana per habitatge era de 14.250 $ i la renda mediana per família de 32.917 $. Els homes tenien una renda mediana de 23.750 $ mentre que les dones 17.500 $. La renda per capita de la població era de 8.889 $. Cap de les famílies estaven per davall del llindar de pobresa.

## Poblacions més properes
El següent diagrama mostra les poblacions més properes.